# Magyar zeneszerzők listája
Az alábbi lista magyar, illetve magyar származású mind klasszikus, mind könnyűzenei stílusban alkotó zeneszerzők, valamint komponálással is foglalkozó zenészek névsorát tartalmazza.
| Ábécé szerinti tartalomjegyzék                                                                           |
| --- |
| A, Á B C Cs D Dz Dzs E, É F G Gy H I, Í J K L Ly M N Ny O, Ó Ö, Ő P Q R S Sz T Ty U, Ú Ü, Ű V W X Y Z Zs |

## A, Á
- Ábrahám Pál (Apatin, 1892. november 2. – Hamburg, 1960. május 6.)
- Ábrányi Emil (Budapest, 1882. szeptember 22. – Budapest, 1970. február 11.)
- Ábrányi Kornél (Szentgyörgyábrány, 1822. október 15. – Budapest, 1903. december 20.)
- Ács Enikő (Szombathely, 1953. szeptember 12. – )
- Ádám Jenő (Szigetszentmiklós, 1896. december 12. – Budapest, 1982. május 15.)
- Adelburg Ágost lovag (Konstantinápoly, 1830. november 1. – Bécs, 1873. október 20.)
- Adler György (Mosonszentjános, 1789. április 20. – Buda, 1862. március 29.)
- Adler Ignác (Ungvár, 1851. május 2. – Bécs, 1871 után)
- Adler Vincent (Győr, 1826. április 3. – Genf, 1871. január 4.)
- Adorján Jenő (Nagykároly, 1874. március 24. – Gödöllő, 1903. szeptember 18.)
- Ág Tibor (Pozsony, 1928. április 13. – Nagymegyer, 2013. augusztus 29.)
- Aggházy Károly (Pest, 1855. október 30. – Budapest, 1918. október 8.)
- Agócsi János (Szeged, 1961. május 23. – )
- Ajtony Csaba (Budapest, 1976. szeptember 30. – )
- Albert György (Marosvásárhely, 1944. november 6. – )
- Allaga Géza (Óbecse, 1841. március 25. – Baja, 1913. augusztus 19.)
- Altschul Rudolf (Prága, 1842. július 5. – , 1911 után)
- Ambarus Géza (Halmágy, 1901. május 16. – Nagyvárad, 1970. augusztus 15.)
- Amtmann Prosper (Sellye, 1809. július 25. – Pécs, 1854. január 9.)
- Andorka Péter (Budapest, 1987. január 22. – )
- Andrási Ede (Vác, 1887. október 31. – Nagyvárad, 1953. április 1.)
- Anhalt István (Budapest, 1919. április 12. – Budapest, 2012. február 24.)
- Antalffy-Zsiross Dezső (Nagybecskerek, 1885. július 24. – Denville, 1945. április 29.)
- Antos Kálmán (Körmöcbánya, 1902. november 19. – New York, 1985. május 16.)
- Antos Károly (Divišov, 1854 – Körmöcbánya, 1927. február 5.)
- Arany János (Nagyszalonta, 1817. március 2. – Budapest, 1882. október 22.)
- Arányi-Aschner György (Budapest, 1923. március 16. – )
- Arató István (Zágráb, 1910. február 19. – Zágráb, 1980. március 8.)
- Arma Paul (Weisshaus Imre, Budapest, 1905. november 22. – Párizs, 1987. november 28.)
- Arnold György (Taksony, 1781. június 5. – Szabadka, 1848. október 25.)
- Asbóth Wilhelm von (?, 1821. május 20. – ?, 1877. március 6.)
- Aszódy Ferenc (Budapest, 1929. augusztus 6. – Los Angeles, 2005. július 2.)
- Au Alajos (Pest, Józsefváros, 1837. április 8. – Budapest, Józsefváros, 1895. február 25.)
- Auer Lipót (Veszprém, 1845. június 7. – Loschwitz, 1930. július 15.)

## B
- Bacsó Kristóf (Budapest, 1976. április 29. – )
- Bachó István (Pozsony, 1858. január 15. – Budapest, 1915. június 9.)
- Bachrich Zsigmond  (Zsámbokrét, 1841. január 23. – Bécs, 1913. július 16.)
- Bágya András (Arad, 1911. december 8. – Budapest, 1992. november 4.)
- Bakfark Bálint (Brassó, 1507. augusztus 15. – Padova, 1576. augusztus 22.)
- Bakody Lajos (Győr, 1833 – ?, 1902. október 19. előtt)
- Balassa Sándor (Budapest, 1935. január 20. – )
- Balatoni Sándor (Pécs, 1983. május 6.  – )
- Balázs Árpád (Kolozsvár, 1874. november 16. – Budapest, 1941. március 23.)
- Balázs Árpád (Szentes, 1937. október 1. – )

Balázs Soma Márton /// TÖRZS (Budapest, 1991, szeptember 18. - )  
- Bali János (Budapest, 1963. január 14. – )
- Balogh Máté (Győr, 1990. november 9. – )
- Bánffy György (Kolozsvár, 1853. augusztus 31. – Bécs, 1889. március 31.)
- Bánfi Sándor (Lovasberény, 1846. október 30. – Budapest, 1890. szeptember 15.)
- Bánkövi Gyula (Dunaújváros, 1966. július 22. – )
- Baráth Bálint (Dunaújváros, 1983. május 24. – )
- Baráti György (Győr, 1913. április 3. – Santa Cruz, 1996. június 22.)
- Bárdos Lajos (Budapest, 1899. október 1. – Budapest, 1986. november 18.)
- Barta Alfonz (Miskolc, 1957. március 26. – )
- Barta János (1794 körül – Pozsony, 1874 augusztusa)
- Bartalus István (Bálványosváralja, 1821. november 23. – Budapest, 1899. február 9.)
- Bartay András (Széplak, 1799. július 4. – Mainz, 1854. október 4.)
- Bartay Ede (Pest, 1825. október 6. – Budapest, 1901. augusztus 31.)
- Bartók Béla (Nagyszentmiklós, 1881. március 25. – New York, New York, 1945. szeptember 26.)
- Bartók György (Budapest, 1975 – )
- Bátor Szidor (Pest, 1860. február 23. – Budapest, 1929. december 2.)
- Bauer Henrik (Besztercebánya, 1849 – Szlavónia, ?)
- Bauer Jakab (Szenic, 1852. szeptembere – Bécs, 1926)
- Beamter Jenő (Budapest, 1912. augusztus 7. – Budapest, 1984. január 14.)
- Behár György (Budapest, 1914. március 3. – Budapest, 1995. március 3.)
- Beischer-Matyó Tamás (Siklós, 1972. november 19. – )
- Behm József (Léka, 1815 – Veszprém, 1885)
- Békefi Antal (Bakonyoszlop, 1926. május 19. – Szombathely, 1982. szeptember 27.)
- Beliczay Gyula (Komárom, 1835. augusztus 10. – Budapest, 1893. április 30.)
- Bella Ján Levoslav (Liptószentmiklós, 1843. szeptember 4. – Pozsony, 1936. május 25.)
- Bella Máté (Budapest, 1985. november 28. – )
- Benkő Henrik (Körmend, 1858. március 16. – Zürich, 1918. április 29.)
- Benkő László (Szombathely, 1943. június 12. –  Budapest, 2020. november 18.)
- Bengraf József (Neustadt an der Saale, 1745. július 20. – Pest, 1791. június 6.)
- Beretvás Hugó (Budapest, 1872. július 24. – Budapest, 1940. március 6.)
- Bergendy István (Szolnok, 1939. október 8. –  Budapest, 2020. december 14. )
- Berkes Gábor (Budapest, 1962. december 31. – )
- Berkesi Sándor  (Budapest, 1944. június 6. – )
- Berki Tamás  (Budapest, 1946. május 16. – )
- Berta István Angel
- Berté Henrik (Galgóc, 1857. május 8. – Perchtoldsdorf, Alsó-Ausztria, 1924. augusztus 23.)
- Bertha Sándor (Pest, 1843. augusztus 19. – Párizs, 1912. november 24.)
- Bihari János (Nagyabony, 1764. október 21. – Pest, 1827. április 26.)
- Bihari Sándor (Nagyvárad, 1900. szeptember 20. – ?, 1984)
- Birtalan József (Szilágybagos, 1927. november 10. – Tiszaújváros, 2017. szeptember 20.)
- Bloch József (Buda, 1862. január 5. – Budapest, 1922. május 6.)
- Bódy Magdi (Budapest, 1953. július 15. – )
- Bogár István (Budapest, 1937. augusztus 20. – ?, 2006. december 26.)
- Bognár Ignác (Csepreg, 1810. március 18. – Budapest, 1883. november 1.)
- Böhm Gusztáv (Pest, 1823. június 14. – Újpest, 1878. június 23.)
- Böhm József (Buda, 1795. március 4. – Bécs, 1876. március 28.)
- Bojtár László (Mohács, 1926. február 21. - Mohács, 1995. november 13.)
- Bokor József (Kolozsvár, 1861. február 12. – Budapest, 1911. október 23.)
- Boksay János (Huszt, 1874. július 6. – Huszt, 1940. április 24.)
- Bolcsó Bálint (Budapest, 1979 – )
- Borgulya András (Szarvas, 1931. szeptember 15. – )
- Bornai Tibor  (Budapest, 1955. április 13. –)
- Borsody László (Ostffyasszonyfa, 1944. június 7. – )
- Both Miklós (Budapest, 1981. június 3. – )
- Bozay Attila (Balatonfűzfő, 1939. augusztus 11. – Budapest, 1999. szeptember 14.)
- Breitner János (Bezdán, 1915. március 17. – Budapest, 1987)
- Breuer Péter (Budapest, 1975. október 24. – )
- Bródy János (Budapest, 1946. április 5. – )
- Bródy Miklós (Nagykároly, 1877. június 20. – Kolozsvár, 1949. december 17.)
- Buchner Antal (Kistószeg, 1882. július 2. – Pápa, 1950. augusztus 9.)
- Bugyis Péter (Budapest, 1980. január 6. – )
- Buday Dénes (Budapest, 1890. október 8. – Budapest, 1963. október 19.)
- Bujdosó Márton (1975. március 8. –)
- Bujtás József (?, 1947 – )
- Buttykay Ákos (Halmi, 1871. július 22. – Debrecen, 1935. október 26.)
- Bürger Zsigmond (Bécs, 1856. február 8. – Budapest, 1908. május 14.)

## C
- Cezar Lacrone (Kányási Balázs, ?, 1983. május 25. – )
- Wictor Charon (Stcherbák Viktor, Budapest, 1907. szeptember 17. – Budapest, 1976. október 22.)
- Chudy József (Pozsony, 1753. június 14. – Pest, 1813. március 4.)
- Chilf Miklós (Marosvásárhely, 1905. március 10. – ?, 1985)
- Chován Kálmán (Szarvas, 1852. január 18. – Budapest, 1928. március 16.)
- Czakó Ádám (Kolozsvár, 1940. november 5. – Budapest, 2013. március 6.)
- Czencz József (Szombathely, 1952. szeptember 4. – )
- Czibulka Alajos (?, 1768 – ?, 1845)
- Czibulka Alfonz (Szepesváralja, 1842. május 14. – Bécs, 1894. október 27.)
- Czomba Imre (Miskolc, 1972. szeptember 9. – )
- Czobor Károly (Pozsony, 1876. április 29. – Budapest, 1957. szeptember 14.)

## Cs
- Csámpai Ivó (Fiume, 1899. július 24. – Müchen, 1984. október 18.)
- Csányi Mátyás (Szeged, 1884. december 6. – Arad, 1962. március 6.)
- Csapó Gyula (Pápa, 1955. szeptember 26. – )
- Császár György (Pest, 1813. november 2. – Pest, 1850. augusztus 20.)
- Cseh Tamás (Budapest, 1943. január 22. – Budapest, 2009. augusztus 7.)
- Cselenyák Imre (Nyírkáta, 1957. január 1. – )
- Csekő Gusztáv (Alsóörs, 1835. június 16. – Pápa, 1890. szeptember 29.)
- Csemiczky Miklós (Budapest, 1954. március 16. –)
- Csenki Imre (Püspökladány, 1912. augusztus 7. – Budapest, 1998. július 15.)
- Csepregi György ( Budapest, 1966. május 31. - )
- Csermák Antal György (Hradsin, 1774 körül – Veszprém, 1822. október 25.)
- Csíki Endre (Kolozsvár, 1888. december 1. – Kolozsvár, 1949. január 11.)
- Csíky Boldizsár  (Marosvásárhely, 1937. október 3. –)
- Csillag Péter (Budapest, 1938. június 28. – )
- Csire József (Nagyvárad, 1926. április 14. – Bukarest, 2011. május 19.)
- Csuha Lajos (Himesháza, 1947. július 26. – )

## D
- Dabasi Péter (Budapest, 1950. február 17. –)
- Dankó Pista (Szeged-Fölsőtanya, 1858. június 14. – Budapest, 1903. március 29.)
- Dargay Marcell (Eger, 1980. február 13. –)
- Daróci Bárdos Tamás (Budapest, 1931. szeptember 27. – ?, 2019. augusztus 27.)
- Darvas Benedek (Budapest, 1976. december 4. –)
- Darvas Ferenc (Budapest, 1946. június 6. –)
- Darvas Kristóf (Budapest, 1981. január 13. –)
- Darvas Gábor (Szatmárnémeti, 1911. január 18. – Budapest, 1985. február 18.)
- Dávid Gyula (Budapest, 1913. május 6. – Budapest, 1977. március 14.)
- Deák Bárdos György (Budapest, 1905. június 5. – Budapest, 1991. augusztus 14.)
- Deák Tamás (Székesfehérvár, 1928. április 27. –)
- Debály Ferenc József (Kajántó, 1791. július 26. – Montevideo, 1859. január 13.)
- Decsényi János (Budapest, 1927. március 24. –)
- Delly-Szabó Géza (Somogycsurgó, 1883. május 19. – Kolozsvár, 1961. november 1.)
- Demény Attila (Kolozsvár, 1955. március 2. – 2021. május 11.)
- Demény Dezső (Budapest, 1871. január 29. – Budapest, 1937. november 9.)
- Derecskei András (Budapest, 1982. július 6. –)
- Dés László (Budapest, 1954. január 9. –)
- Deutsch Vilmos (Buda, 1825 – Budapest, 1896. május 28.)
- Dinyés Dániel (Budapest, 1980 –)
- Dinnyés József (Szeged, 1948. augusztus 4. –)
- Ditrói Kelemen László (1960)
- Dobos Attila (Budapest, 1941. április 27. –)
- Dobos Gyula (1976, Budapest)
- Dobos Kálmán (Szolnok, 1931. július 22. – ?, 2013. július 1.)
- Dobozy Károly (Eperjes, 1817. április 22. – Makó, 1860. február 19.)
- Dobri Dániel (Zalaegerszeg, 1991. április 13. -)
- Dobszay László (Szeged, 1935. február 2. – Budapest, 2011. augusztus 26.)
- Dóczy József (Miskolc, 1863. május 11. – Budapest, 1913. július 1.)
- Dohnányi Ernő (Pozsony, 1877. július 27. – New York, 1960. február 9.)
- Döme Zsolt
- Dömény Sándor (Békés, 1791. november 26. – ?, 1837 után)
- Dömötör Károly (Haraszti, Baranya vármegye, 1831. december 10. – Nagyharsány, 1886. július 19.)
- Donáth Ede (Besztercebánya, 1865. május 5. – Budapest, 1945. április 30.)
- Doppler Árpád  (Pest, 1857. június 5. – Stuttgart, 1927. augusztus 13.)
- Doppler Ferenc (Lemberg, 1821. október 16. – Baden bei Wien, 1883. július 27.)
- Doppler Károly (Lemberg, 1825. szeptember 12. – Stuttgart, 1900. március 10.)
- Doráti Antal (Budapest, 1906. április 9. – Zürich, 1988. november 13.)
- Dragony Tímea (1976, Nyíregyháza)
- Draskóczy László (1940)
- Druschetsky Georg (Pozsony, 1745. április 7. – Buda, 1819. szeptember 6.)
- Dubrovay László (Budapest, 1943. március 23. –)
- Dudás Lajos (1941. február 18. Budapest)
- Dukay Barnabás (Szőny, 1950. július 25. –)
- Durkó Péter (Budapest, 1972. szeptember 28. –)
- Durkó Zsolt (Szeged, 1934. április 10. – Budapest, 1997. április 2.)

## E, É
- Éder Krisztián (Sopron, 1988. november 30. –)
- Egressy Béni (Sajókazinc, 1814. április 21. – Pest, 1851. július 17.)
- Egry Levente (Budapest, 1969. augusztus 21. –)
- Eichinger Tibor (Nyíregyháza, 1962. október 27. –)
- Eisemann Mihály (Budapest, 1898. június 19. – Budapest, 1966. február 15.)
- Eisikovits Mihály Miksa (1908. október 8. – Kolozsvár, 1983. január 13.)
- Elbert Imre (Budapest, 1860. február 28. – Budapest, 1897. augusztus 28.)
- Elek Szilvia
- Ellenbogen Adolf (Miskolc, 1814 – Budapest, 1886. október 28.)
- Engeszer Mátyás (Bonyhád, 1812. április 17. – Budapest, 1885. április 19.)
- Eötvös József (Pécs, 1962. október 15. –)
- Eötvös Péter (Székelyudvarhely, 1944. január 2. –)
- Eperjesi Gáspár (15–16. század)
- Epstein Gyula (Zágráb, 1832. augusztus 7. – Bécs, 1918)
- Erdélyi Náci (Szeged, 1845. november 22. – Budapest, 1893. július 6.)
- Erdélyi Péter (1969. szeptember 14.)
- Erdős Armand (Budapest, 1873 – Bécs, 1920)
- Erkel Elek (Buda, 1842. november 2. – Budapest, 1893. június 10.)
- Erkel Ferenc (Németgyula, 1810. november 7. – Budapest, 1893. június 15.)
- Erkel Gyula (Buda, 1842. július 4. – Újpest, 1909. március 22.)
- Erkel Sándor (Buda, 1846. január 2. – Békéscsaba, 1900. október 14.)
- Erkel Tibor (Csökmő, 1934. január 11. – Budapest, 2017. január 28.)
- Esterházy Pál (Kismarton, 1635. szeptember 8. – Kismarton, 1713. március 26.)
- Esztényi Szabolcs (Budapest, 1939. december 13. – )

## F
- Faragó Béla (Kaposvár, 1961. május 22. –)
- Faragó "Judy" István (Borota, 1944. november 20. – ?, 2003. június 27.)
- Farkas Ferenc (Nagykanizsa, 1905. december 15. – Budapest, 2000. október 10.)
- Farkas Ödön (Jászmonostor, 1851. január 27. – Kolozsvár, 1912. szeptember 11.)
- Fasang Árpád (Krakkó, 1912. június 30. – Budapest, 2001. március 12.)
- Fassang László (Budapest, 1973. december 12. –)
- Fazakas Aaron (Kolozsvár, 1974. április 17. –)
- Fátyol Mihály (Makó, 1909. szeptember 19. – Makó, 1980. február 2.)
- Fátyol Tibor (Kolozsvár, 1935. október 9. – Győr, 2017. január 5.)
- Fáy Gusztáv (Pozsony, 1824. július 5. – Pest, 1866. május 19.)

Fáy András zeneszerző hiányzik a listából
- Fáy István (Pécel, 1809 – Füles, 1862. március 17.)
- Fehér András  (Budapest, 1947. február 6. – 2017. szeptember 10.)
- Fehér György Miklós (Budapest, 1951 –)
- Fekete Gyula (?, 1962 –)[1]
- Fekete Győr István (Kisgyőr, 1936. március 28. –)
- Fényes Szabolcs (Nagyvárad, 1912. április 30. – Budapest, 1986. október 12.)
- Ferenczy Gyula  (Kolozsvár, 1891. április 12. – Budapest, 1962. február 13.)
- Festetics Leó (Pécs, 1800. október 8. – Budapest, 1884. november 15.)
- Filtsch Károly (Szászsebes, 1830. május 28. – Velence, 1845. május 11.)
- Fodor József (Venlo, 1752 – Szentpétervár, 1828. október 3.)
- Fogarasi János (Felsőkázsmárk, 1801. április 17. – Budapest, 1878. június 10.)
- Foky-Gruber Gyula (?, 1927. január 1. –)
- Földes Andor (Budapest, 1913. december 21. – Herrliberg, Zürich mellett, 1992. február 9.)
- Földesi János
- Földvári Gergely (Budapest, 1970. november 11. –)
- Fövenyessy Bertalan  (Sajóvelezd, 1875. december 12. – Nagyenyed, 1967. szeptember 20.)
- Francis Viner (Szolnok, 1983. augusztus 11. –)
- Frank Ignác (Pápa, 1824 vagy 1825. december 14. – Máriabesnyő, 1897)
- Frank Oszkár (Budapest, 1922. augusztus 24. – ?, 2019. július 6.)
- Franz István (?, 1785 – Bécs, 1855)
- Fránek Gábor (?, 1868 – Győr, 1930)
- Fráter Loránd (Érsemjén, 1872. január 13. – Budapest, 1930. március 13.)
- Frenreisz Károly  (Budapest, 1946. november 8. –)
- Frid Géza (Máramarossziget, 1904. január 25. – Bergen, 1989. szeptember 13.)
- Fusz János (Tolna, 1777. december 16. – Buda, 1819. március 19.)
- Futó Balázs (Kaposvár, 1981 –)
- Füredy László (Péteri, 1794. november 13. – Pest, 1850)

## G
- Gaál Ferenc  (Szkacsány, 1860. március 24. – Szabadka, 1906. december 11.)
- Gaál Jenő (Zólyom, 1900. június 16. – Budapest, 1980. június 8.)
- Gál Árpád  (Székelyudvarhely, 1935. augusztus 8. – Csíkszereda, 1972. szeptember 6.)
- Gajáry István (Budapest, 1884. november 22. – Budapest, 1939. február 12.)
- Galambos Zoltán (Budapest, 1967. március 15. –)
- Gallai Attila (Győr, 1943. március 30. –)
- Gárdonyi Zoltán (Budapest, 1906. április 25. – Herford, 1986. június 27.)
- Gárdonyi Zsolt  (Budapest, 1946. március 21. –)
- Gasner János (?, 1955. május 11. - Budapest, 2009. március 17.)
- Gazda Péter (Budapest, 1948 –)
- Gazdag Tibor (Nyíregyháza, 1964. október 15. –)
- Gémesi Géza (Budapest, 1961. május 9. –)
- Gereben Zita (Budapest, 1981. június 11. –)
- Gerendás Péter (Budapest, 1956. április 13. –)
- Geszler György (Budapest, 1913. február 1. – Budapest, 1998. január 9.)
- Geszti Péter (Budapest, 1964. május 9. –)
- Goldmark Károly (Keszthely, 1830. május 18. – Bécs, 1915. január 2.)
- Gonda János (Budapest, 1932. január 11. –)
- Gömöry Zsolt (Budapest, 1962. július 9. –)
- Göncz Zoltán (Budapest, 1958. július 23. –)
- Grabócz Miklós (Budapest, 1927. március 8. – Budapest, 1974. február 3.)
- Grósz Arthur Valentin (Győr, 1984. július 30. –)
- Gryllus Dániel (Budapest, 1950. április 23. –)
- Gryllus Samu (Budapest, 1976. március 27. –)
- Gryllus Vilmos (Budapest, 1951. október 28. –)
- Gulya Róbert (Gyöngyös, 1973. november 10. –)
- Gulyás László (Debrecen, 1928. november 3. – New York, 1995)
- Gungl József (Zsámbék, 1810. december 1. – Weimar, 1889. január 31.)

## Gy
- Gyöngy Pál (Bécs, 1902. október 19. – Budapest, 1990. június 28.)
- Gyöngyösi Levente (Kolozsvár, 1975. június 8. – )
- Györe Zoltán (Budapest, 1947 – )
- Gyulai Gaál János (Budapest, 1924. április 28. – Budapest, 2009. február 12.)
- Győrffy István (?, 1954 – )

## H
- Haják Károly (Budapest, 1886. augusztus 24. – Kolozsvár, 1970. szeptember 6.)
- Hajdu Júlia (Budapest, 1925. szeptember 8. – Budapest, 1987. október 23.)
- Hajdu Mihály (Orosháza, 1909. január 30. – Budapest, 1990. július 23.)
- Halmos László (Nagyvárad, 1909. november 10. – Győr, 1997. január 26.)
- Hammerschlag János (Prága, 1885. december 10. – Budapest, 1954. május 21.)
- Harmat Artúr (Nyitrabajna, 1885. június 27. – Budapest, 1962. április 20.)
- Harsányi Tibor (Magyarkanizsa, 1898. június 27. – Párizs, 1954. szeptember 19. )
- Havasi Balázs (Budapest, 1975. szeptember 18. – 2021. március 10.)
- Havasy Viktor (?, 1929 – ?, 2011. január 12.)
- Heffner Attila (Miskolc, 1967 –)
- Héger Attila (Budapest, 1969. február 16. –)
- Heilig Gábor (Budapest, 1949. október 27. –)
- Heller István (Pest, 1813. május 15. – Párizs, 1888. január 15.)
- Hellenbach Dénes (Marija Bistrica, 1919. július 19. - Székesfehérvár, 2008. március 21.)
- Hencz József (Szászrégen, 1942. november 30. –)
- Hermann Pál (Budapest, 1902. március 27. – ?, 1944)
- Hetessy Csaba (Budapest, 1968. június 21. –)
- Hidas Frigyes (Budapest, 1928. május 25. – Budapest, 2007. március 7.)
- Hímessy Áron (?, 1990 –)
- Hiray Antal György   (Újbánya, 1770. február 17. – Selmecbánya, 1842. október 21.)
- Hodula István (Budapest, 1897 – Budapest, 1935. április 11.)
- Holló József (Debrecen, 1956. június 1. –)
- Hollós Máté (Budapest, 1954. július 18. –)
- Hoós János (Sárvár, 1858. május 11. – Temesvár, 1937. január 8.)
- Hortobágyi László (Budapest, 1950 –)
- Horusitzky Zoltán (Pápa, 1903. július 18. – Budapest, 1985. április 25.)
- Horváth Balázs (Budapest, 1976 –)
- Horváth Barnabás (Budapest, 1965. március 29. –)
- Horváth Bálint  (Budapest, 1986. március 10 –)
- Horváth Jenő (Budapest, 1915. május 28. – Budapest, 1973. augusztus 19.)
- Horváth Jenő (Dés, 1900. január 2. – Szolnok, 1919. augusztus 1.)
- Horváth József Mária (Pécs, 1931. december 20. – Salzburg, 2019. október 21.)
- Horváth Lajos (Székelykeresztúr, 1883. február 23. – Mosonmagyaróvár, 1960. április 3.)
- Horváth Márton Levente (Tapolca, 1983. június 4. –)
- Hubbes Walter (Elek János, Brassó, 1929. március 19. – Stuttgart, 2008)
- Hubay Jenő (Pest, 1858. szeptember 15. – Budapest, 1937. március 12.)
- Húber Károly (Varjas, 1828. július 1. – Budapest, 1885. december 19.)
- Huszár Lajos (Szeged, 1948. szeptember 26. –)
- Huszka Jenő (Szeged, 1875. április 24. – Budapest, 1960. február 2.)
- Huszti Márton (15–16. század)
- Huzella Elek (Budapest, 1915. augusztus 24. – Budapest, 1971. december 15.)
- Huzella Péter (Budapest, 1949. szeptember 27. –)

## I, Í
- Illés Lajos (Budapest, 1942. március 18. – Budapest, 2007. január 29.)
- Istvánffy Benedek (Szentmárton, 1733 – Győr, 1778. október 25.)
- Ivaskovics József (Ungvár, 1950. augusztus 4. – )

## J
- Jakab György (?, 1950. július 2. – ?, 1996. február 16.),
- Jakab István (Mezőkeresztes, 1798. október 29. – Budapest, 1876. október 18.)
- Jacobi Viktor (Budapest, 1883. október 22. – New York, 1921. december 10.)
- Járdányi Pál (Budapest, 1920. január 30. – Budapest, 1966. július 29.)
- Járossy Jenő (Szeged, 1887. október 22. – Budapest, 1975. március 20.)
- Jemnitz Sándor  (Budapest, 1890. augusztus 9. – Balatonföldvár, 1963. augusztus 8.)
- Jeney Zoltán (Szolnok, 1943. március 4. – ?, 2019. október 28.)
- Joachim József (Köpcsény, 1831. június 28. – Berlin, 1907. augusztus 15.)
- Juhász Frigyes (Budapest, 1925. május 18. – Budapest, 2001. október 6.)
- Junger Ervin (Temesvár, 1931. május 28. – ?, 2019. szeptember)

## K
- Kacsóh Pongrác (Budapest, 1873. december 15. – Budapest, 1923. december 16.)
- Kadosa Pál (Léva, 1903. szeptember 6. – Budapest, 1983. március 30.)
- Kájoni János (Kiskaján, 1629 körül – Gyergyószárhegy, 1687. április 25.)
- Káldy Gyula  (Pest, 1838. december 18. – Budapest, 1901. március 6.)
- Kálmán Andor (Szeged, 1897. szeptember 4. – Temesvár, 1965. szeptember 19.)
- Kálmán Imre  (Siófok, 1882. október 24. – Párizs, 1953. október 30.)
- Kálmán Tamás Káté  (Budapest, 1979. március 8. –)
- Kalmár László  (Budapest, 1931. október 19. – Budapest, 1995. május 27.)
- Karai József (Budapest, 1927. november 8. – ?, 2013. szeptember 7.)
- Karányi J. Dániel  (Budapest, 1982. július 26. –)
- Kardos István (Debrecen, 1891. július 6. – Budapest, 1975. február 28.)
- Károlyi Pál (Budapest 1934. június 9. – Szombathely, 2015. június 2.)
- Karossa Endre (Zsujta, 1819. május 4. – Sátoraljaújhely, 1870. március 25.)
- Kasza Tibor (Szeged, 1978. február 23. –)
- Kazacsay Tibor (Budapest, 1892. március 12. – Budapest, 1977. október 5.)
- Kedves Csanád (Csíkszereda, 1983. március 8. – )
- Kelemen Sándor (Mindszent, 1882. május 15. – Auschwitz, 1944)
- Kelemenné Zathureczky Berta  (Homoródszentmárton, 1855. február 1. – Sepsiszentgyörgy, 1924. január 20.)
- Kelen Hugó (Budapest, 1888. március 7. – Budapest, 1956. július 14.)
- Kéler Béla (Bártfa, 1820. február 13. – Wiesbaden. 1882. november 21.)
- Kemény Egon  (Bécs, 1905. október 13. – Budapest, 1969. július 23.)
- Kemény Gábor (Budapest, 1954. november 9. –)
- Kenessey Jenő  (Budapest, 1905. szeptember 13. – Budapest, 1976. augusztus 19.)
- Kerényi György  (Csorna, 1902. március 9. – Budapest, 1986. december 30.)
- Keresztes Károly (Lécfalva, 1891. június 20. – Gyergyószentmiklós, 1944. szeptember 9.)
- Keresztes Tamás  (Debrecen, 1978. március 24. –)
- Kerntler Jenő (Budapest, 1878. október 17. – Budapest, 1938. november 15.)
- Kersch Ferenc (Bácsalmás, 1853. december 2. – Esztergom, 1910. október 6.)
- Kertész Gyula (Budapest, 1900. július 7. – Budapest, 1967. július 7.)
- Keuler Jenő (Budapest, 1936. május 16. –)
- Király Dávid Zsolt (Újvidék, 1964 –)
- Király Ernő (Szabadka, 1919. március 16. – Újvidék, 2007. december 14.)
- Király Péter (Rosegg, 1870. május 28. – Szeged, 1940. május 14.)
- Király László (Zalaegerszeg, 1954. január 19. –)
- Kisfalussy Bálint (Ipp, 1939. október 16. – ?, 2015. november 23.)
- Kispál András (Szolnok, 1964. március 27. –)
- Kiss Lajos (Zomba, 1900. március 14. – Budapest, 1982. május 8.)
- Kistétényi Melinda (Budapest, 1926. július 25. – Budapest, 1999. október 20.)
- Kisvárdai Szilárd (Ófalu, 1981. május 2. –)
- Kocsák Tibor   (Budapest, 1954. február 13. –)
- Kocsár Miklós  (Debrecen, 1933. december 21. – Budapest, 2019. augusztus 29.)
- Kocsis Zoltán  (Budapest, 1952. május 30. – Budapest, 2016. november 6.)
- Kodály Zoltán (Kecskemét, 1882. december 16. – Budapest, 1967. március 6.)
- Koessler János (Waldeck, 1853. január 1. – Ansbach, 1926. május 23.)
- Koháry Mária Antónia (Buda, 1797. július 2. – Bécs, 1862. szeptember 25.)
- Kókai Rezső  (Budapest, 1906. január 15. – Budapest, 1962. március 6.)
- Koloss István (Budapest, 1932. március 1. – ?, 2010. április 11.)
- Koltay Gergely  (Budapest, 1952. június 2. –)
- Komjáti Károly (Budapest, 1896. március 8. – Budapest, 1953. július 3.)
- Koncz Tibor (Debrecen, 1940. július 15. –)
- Könczei Árpád (Margitta, 1959. január 16. –)
- Könczöl Ferenc
- Kondor Ádám (Budapest, 1964. február 19. –)
- Kontor Tamás  (Miskolc, 1977. november 29. –)
- Körmendi Vilmos  (Budapest, 1931. április 3. – Budapest, 2016. október 5.)
- Kósa György (Budapest, 1897. április 24. – Budapest, 1984. augusztus 16.)
- Kossovits József (1750 után – valószínűleg Kassa, 1819 előtt)
- Koudela Géza (Kalocsa, 1894. márc. 25. – Bp., 1939: jún. 21.)
- Kovács Ákos  (Budapest, 1968. április 6. –)
- Kovács Attila (Veszprém, 1953. november 5. –)
- Kovács György (Budapest, 1942. február 4. –)
- Kovács Mátyás
- Kovács Olivér (Budapest, 1989. május 27. –)
- Kovách Andor (Szászváros, 1915. április 21. – ?, 2005)
- Kováts Barna  (Budapest, 1920. augusztus 24. – Salzburg, 2005. november 23.)
- Kozma Géza (Segesvár, 1902. február 26. – Marosvásárhely, 1986. október 5.)
- Kozma József (Budapest, 1905. október 22. – Val-d’Oise, La Roche-Guyon, 1969. augusztus 7.)
- Kozma Mátyás  (Marosvásárhely, 1929. július 23. – Marosvásárhely, 1994. november 1.)
- Kozso (Kocsor Zsolt, Eger, 1965. február 9. –)
- Krulich Zoltán (?, 1951 –)
- Kurtág György (Lugos, 1926. február 19. –)
- Kutrik Bence (Budapest, 1976. március 27. –)
- Kusser János Zsigmond (Pozsony, 1660. február 13. – Dublin, 1727 novembere)

## L
- L.L. Junior (Lesi László Csaba, Budapest, 1981. január 3. –)
- Laczó Zoltán Vince  (Győr, 1964. október 25. –)
- Lajkó Félix  (Topolya, Jugoszlávia, 1974. december 17. –)
- Lajtha László (Budapest, 1892. június 30. – Budapest, 1963. február 16.)
- Láng György (Budapest, 1908. április 4 – Budapest, 1976. április 3.)
- Láng István (Budapest, 1933. március 1. –)
- Langer János (Sasvár, 1819. augusztus 28. – Budapest, 1889. szeptember 16.)
- Langer Viktor (Pest, 1842. október 14. – Budapest, 1902. március 19.)
- Láni Oszkár (Marosvásárhely, 1888. április 28. – Marosvásárhely, 1953)
- Lányi Ernő (Pest, 1861. július 19. – Szabadka, 1923. március 13.)
- Lányi Viktor Géza (Rákosfalva, 1889. augusztus 8. – Brüsszel, 1962. október 19.)
- László Ákos (Nagyenyed, 1871. november 10. – Zürich, 1946)
- László Alexander (Totis Sándor, Budapest, 1895. november 22. – Los Angeles, 1970. november 17.)
- László Árpád (Módos, 1864. december 14. – Marosvásárhely, 1960. szeptember 23.)
- Lavotta János  (Pusztafödémes, 1764. július 5. – Tállya, 1820. augusztus 11.)
- Lavotta Rezső  (Budapest, 1876. május 1. – Budapest, 1962. március 23.)
- Lázár Zsigmond (Dunaújváros, 1964. június 30. –)
- Legány Dénes (Budapest, 1965. május 14. – Budapest, 2000. december 20.)
- Lehár Ferenc (Komárom, 1870. április 30. – Bad Ischl, 1948. október 24.)
- Lehotka Gábor (Vác, 1938. július 20. – Vác, 2009. december 29.)
- Lendvai Ervin (Budapest, 1882. június 4. – London, 1949. március 31.)
- Lendvay Kamilló (Budapest, 1928. december 28. – Budapest, 2016. november 30.)
- Lengyel László Béla  (Pécs, 1891. február 6. – Marosvásárhely, 1957. december 12.)
- Lerch István (Budapest, 1953. szeptember 16. –)
- Lévay Szilveszter (Szabadka,, 1945. május 16. –)
- Ligeti György (Dicsőszentmárton, 1923. május 28. – Bécs, 2006. június 12.)
- Lisznyay Szabó Gábor (Budapest, 1913. december 8. – Budapest, 1981. május 22.)
- Liszt Ferenc (Doborján, 1811. október 22. – Bayreuth, 1886. július 31.)
- Losonczy Andor (Budapest, 1932. június 2. – Salzburg, 2018. január 8.)
- Lovay László  (Budapest, 1952. május 4. – ? 2018. december 21. előtt)
- Lukács László (Debrecen, 1968. február 19. –)

## M
- Madarász Iván (Budapest, 1949. február 10. –)
- Magala Ronnie (Budapest, 1978. május 28. –)
- Majláth Júlia (Budapest, 1921. január 20. – Budapest, 1976. január 11.)
- Major Ervin (Budapest, 1901. január 26. – Budapest, 1967. október 10.)
- Major J. Gyula (Kassa, 1858. december 13. – Budapest, 1925. január 30.)
- Malcsiner Béla (Gara, 1904. március 7. – Németország, 1978)
- Malek Miklós  (Budapest, 1945. június 3. –)
- Ifj. Malek Miklós  (Budapest, 1975. április 15. –)
- Márkos Albert (Székelykeresztúr, 1914. október 17. – Kolozsvár, 1981. június 11.)
- Márkus Tibor (Szombathely, 1956. december 17. –)
- Maros Miklós (Pécs, 1943. november 14. –)
- Maros Rudolf (Stachy, 1917. január 19. – Budapest, 1982. augusztus 3.)
- Maróti Gábor (Sopron, 1978 –)
- Márta István (Budapest, 1952. június 14. –)
- Edvin Marton (Csűri Lajos, Nagyszőlős, 1974. február 17. –)
- Máté Péter  (Budapest, 1947. február 4. – Budapest, 1984. szeptember 9.)
- Matkó Tamás (?, 1981 –)
- Mátray Gábor (Nagykáta, 1797. november 23. – Budapest, 1875. július 17.)
- Megyeri Krisztina (Budapest, 1974. november 2. –)
- Megyeri Lajos  (Bácsföldvár, 1935. május 5. –)
- Melis László (Budapest, 1953. augusztus 14. – Budapest, 2018. február 12.)
- Menner Bernát (Tata, 1786 körül – Tata, 1846. április 27.)
- Menner Lajos (?, 1797 – ?, 1872)
- Mérész Ignác (Rimaszombat, 1943 –)
- Merkl József (19. század)
- Mészáros László (Budapest, 1979 – )
- Mertz János Gáspár (Pozsony, 1806. augusztus 17. – Bécs, 1856. október 14.)
- Meskó Ilona (Debrecen, 1981. június 21. –)
- Mezey Zsigmond (Nagybecskerek, 1885. december 12. – Arad, 1944. november 4.)
- Mező Imre (Szeghalmon, 1932. április 6. –)
- Mihalicza Csenge
- Mihalik Kálmán (Oravicabánya, 1896. február 21. – Szeged, 1922. szeptember 6.)
- Mihalovich Ödön (Feričance, 1842. szeptember 13. – Budapest, 1929. április 22.)
- Mihály András (Budapest, 1917. november 6. – Budapest, 1993. szeptember 19.)
- Mihály Tamás (Budapest, 1947. szeptember 24. –)
- Molnár Attila Vajk (Debrecen, 1975. december 23. –)
- Móczán Péter (Szeged, 1951. november 4. –)
- Mohay Miklós (Budapest, 1960. december 28. –)
- Molnár Antal  (Budapest, 1890. január 7. – Budapest, 1983. december 7.)
- Molnár György  (Budapest, 1949. szeptember 12. –)
- Moór Emánuel (Kecskemét, 1863. február 19. – Mont Pélerin sur Vevey, 1931. október 20.)
- Móricz Mihály (Budapest, 1948. március 1. –)
- Mosonyi Mihály (Boldogasszony, 1815. szeptember 2. – Pest, 1870. október 31.)
- Müller Adolf (Tolna, 1801. október 7. – Bécs, 1886. július 29.)
- Muntag Lőrinc (Budapest, 1987 –)[2]

## N
- Nádas Gábor (Kaposvár, 1932. augusztus 9. – Budapest, 1987. február 8.)
- Nádasdy Kálmán (Budapest, 1904. november 25. – Budapest, 1980. április 17.)
- Nádor Gyula  (Nagykőrös, 1860 – Budapest 1889. december 30.)
- Nádor Mihály (Temesvár, 1882. április 16. – ?, 1944. július 5.)
- Nagy Ákos (Dunaújváros, 1982. március 5. – )
- Nagy Feró (Nagy Ferenc, Letenye, 1946. január 14. – )
- Nagy Olivér  (Budapest, 1912. szeptember 24. - Budapest, 2000. október 12.)
- Nagypál Béla (Budapest, 1894. július 19. – Budapest, 1968. június 30.)
- Negrelli Henrik (?, 1911 – ?, 1993)
- Németh Amadé  (Nagybánya, 1922. december 14. – Balatonudvari, 2001. július 6.)
- Németh Gábor (Budapest, 1955. augusztus 29. – )
- Németh Juci (Németh Judit, Kapuvár, 1977. május 3. – )
- Németh Norbert (Budapest, 1975. december 21. – )
- Németh Tibor (Brixlegg, 1961. november 7. – )
- Nógrádi Péter (Budapest, 1952 – )
- Novacek Ottokar Eugen (Fehértemplom, 1866. május 13. – New York, 1900. február 3.)
- Novák Péter (Budapest, 1970. július 18. – )

## Ny
- Nyeső Mari (Keszthely, 1967. november 15. – )
- Nyíregyházi Ervin (Budapest, 1903. január 19. – Los Angeles, 1987. április 13.)
- Nyizsnyay Gusztáv (Eger, 1829. október 12. – Hódmezővásárhely, 1882. január 7.)

## O, Ó
- Oláh Károly (Szatmár, 1841 – Nagykőrös, 1900. július 10.)
- Oláh Tibor (Árpád, 1927. december 26. – Marosvásárhely, 2002. október 2.)
- Olsvai Imre (Budapest, 1931. április 2. – ?, 2014. február 19.)
- Olsvay Endre (Budapest, 1961. május 20. – )
- Orbán György (Marosvásárhely, 1947. július 12. – )
- Orbán Tamás (?, 1974 – )
- Orlay Jenő (Budapest, Józsefváros, 1905. október 31. – München, 1973. március 28.)
- Országh Tivadar (Soroksár, 1901. december 5. – Budapest, 1963. október 11.)
- Ottó Ferenc (Valkó, 1904. október 26. – Gödöllő, 1976. november 19.)

## P
- Pacha Gáspár  (?, 1776 – ?, 1811)
- Pacsay Attila (Veszprém, 1970. október 30. –)
- Pálmai Krisztián (1975–)
- Palotásy János (? , 1831 – Jászberény, 1878. február 3.)
- Pálóczi Horváth Ádám (Kömlőd, 1760. május 11. – Nagybajom, 1820. január 28.)
- Papp Lajos  (Debrecen, 1935. augusztus 18. – Oldenburg, 2019. január 17.)
- Papp Viktor (Szilágysomlyó, 1881. április 13. – Budapest, 1954. május 10.)
- Pártos Jenő (Budapest, 1895. május 26. – Budapest, 1963. szeptember 1.)
- Pászti Miklós (Budapest, 1928. március 4. – Budapest, 1989. február 12.)
- Patachich Iván (1922. június 3. Budapest – 1993. május 9.)
- Payer András (Budapest, 1941. július 31. – Budapest, 2011. március 31.)
- Pazeller Jakab (Baden bei Wien, 1869. január 2. – Budapest, 1957. szeptember 24.)
- Pécsi József (katonakarmester) (1874–1958)
- Pege Aladár (Budapest, 1939. október 8. – Budapest, 2006. szeptember 23.)
- Perczel György (Budapest, 1963. május 3. –)
- Perényi Miklós (Budapest, 1948. január 5. –)
- Peter Windtorn Molnar (Nyíregyháza, 20. század –)
- Pertis Jenő (Budapest, 1939. április 23. – Budapest, 2007. május 2.)
- Peskó Zoltán (Zsolna, 1903. augusztus 24. – Budapest, 1967. április 17.)
- Peskó Zoltán (Budapest, 1937. február 15. – 2020. március 31.)
- Pető Csaba
- Pethő Zsolt (Budapest, 1937. július 6. – Budapest, 2016. július 10.)
- Petrovics Emil (Nagybecskerek, 1930. február 9. – Budapest, 2011. június 30.)
- Péterfia Miklós (15. század)
- Péter Bence (Debrecen, 1991. szeptember 5. –)
- Pierrot (Marosi Z. Tamás, Budapest, 1969. szeptember 3. –)
- Pintér Gyula (Jászberény, 1954 –)
- Pócs Katalin (Budapest, 1963. június 4. – Budapest, 2019. szeptember 27.)
- Pogatschnigg Guido (Szászváros, 1867. július 19. – Temesvár, 1937. március 7.)
- Poldini Ede (Pest, 1869. június 13. – Vevey, 1957. június 28.)
- Polgár Tibor  (Budapest, 1907. március 11. – Toronto, 1993. augusztus 27.)
- Pongrácz Zoltán (Magyardiószeg, 1912. február 5. – Budapest, 2007. április 3.)
- Popper Dávid (Prága, 1843. június 16. – Baden bei Wien, 1913. augusztus 7.)
- Premecz Mátyás (Szeged, 1982. január 14. –)
- Presser Gábor (Budapest, 1948. május 27. –)

## R
- Rácz Pali  (Nagygéc, 1815 – Budapest, 1885. január 30.)
- Radanovic Zoran (zeneszerző, ZORAN ONE MAN BAND, https://zoran-alleinunterhalter.jimdosite.com, (Osijek, 1972.03.14 -)
- Radics Béla  (Budapest, 1946. február 6. – Budapest, 1982. október 18.)
- Radics Jenő  (Bilke, 1889. január 27. – Budapest, 1951)
- Radnai Miklós  (Budapest, 1892. január 1. – Budapest, 1935. november 4.)
- Radó Aladár  (Budapest, 1882. december 26. – Boljevci, 1914. szeptember 9.)
- Radó Árpád  (Sárszeg, 1909. január 1. – Volokonovka, Ukrajna, 1943. június 13.)
- Rajter Lajos  (Bazin, 1906. július 30. – Pozsony, 2000. július 6.)
- Rakonczai Imre  (Budapest, 1972. szeptember 1. –)
- Rakonczai Viktor  (Budapest, 1976. október 16. –)
- Ránki György  (Budapest, 1907. október 30. – Budapest, 1992. május 22.)
- Rátonyi Róbert (Budapest, 1953. december 13. –)
- Rauch András (Pottendorf, 1592 – Sopron, 1656. május 23.)
- Reinitz Béla  (Budapest, 1878. november 15. – Budapest, 1943. október 26.)
- Rékai Nándor (Pest, 1870. február 6. – Budapest, 1943. október 7.)
- Reményi Attila (Győr, 1959. július 22. –)
- Reményi Béla (Nagyvárad, 1883 – Budapest, 1938)
- Reményi Ede (Miskolc, 1828. január 17. – San Francisco, 1898. május 15.)
- Révay György (Illyefalva, 1878. április 28. – ?, 1930 után)
- Révész Mitó (Nagybánya, 1905. január 5. – Nagybánya, 1936. június 24.)
- Ribáry Antal (Budapest, 1924. január 8. – Budapest, 1992. április 24.)
- Risznerné Z. Kozma Ida (Pest, 1840? − ?, 1931 után)
- Sigmund Romberg (Rosenberg Zsigmond, Nagykanizsa, 1887. július 29. – New York, 1951. november 9.)
- Rostetter Szilveszter (Budapest, 1957. május 17. –)
- Rózmann Ákos  (Budapest, 1939. július 16. – Stockholm, 2005. augusztus 12.)
- Rózsa Miklós (Budapest, 1907. április 18. – Los Angeles, Kalifornia, 1995. július 27.)
- Rózsa Pál (Szombathely, 1946. március 14. –)
- Rózsavölgyi Márk (Balassagyarmat 1788 körül – Pest, 1848. január 23.)
- Ruzitska György (Bécs, 1786. február 10. – Kolozsvár, 1869. december 2.)
- Ruzitska Ignác (Bonfalva, 1777. április 18. – Bazin, 1833. február 15.)
- Ruzitska József (Pápa, 1775 – Itália?, 1823 után)

## S
- Sallay Mihály (Tapolca, 1910. október 27. – Budapest, 1970. március 5.)
- Sander Péter (Budapest, 1933 –)
- Sándor Emma (Baja, 1863. március 17. – Budapest, 1958. november 22.)
- Sárai Tibor (Budapest, 1919. május 10. – Budapest, 1995. május 11.)
- Sári Attila (Balatonfüred, 1976. szeptember 21. –)
- Sári József (Lenti, 1935. június 23. –)
- Sárik Péter (Cegléd, 1972. május 6. –)
- Sárközy Gergely (Budapest, 1952. december 13. –)
- Sárközy István (Budapest, 1920. november 26. – Budapest, 2002. július 6.)
- Sáry Bánk (Budapest, 1973. december 12. -)
- Sáry László (Győr, 1940. január 1. –)
- Schóber Tamás (Pécs, 1963. június 5. –)
- Schöck Ottó  (Győr, 1946. augusztus 31. – Budapest, 1999. június 16.)
- Sebastian (Nagy Péter, Budapest, 1962. március 30. -)
- Sebestyén András (Debrecen, 1917. február 6. - ?, 1995)
- Sebő Ferenc  (Szekszárd, 1947. február 10. –)
- Sebők Ferenc (Budapest, 1952. május 29. –)
- Seiber Mátyás (Budapest, 1905. május 4. – Fokváros, Dél-afrikai Köztársaság, 1960. szeptember 24.)
- Selmeczi György  (Kolozsvár, 1952. március 8. –)
- Sendrey Alfred (Budapest, 1884. február 29. – Los Angeles, 1976. március 3.)
- Serei Zsolt (Takácsi, 1954. április 3. –)
- Seress Rezső  (Budapest, 1899?. november 3. – Budapest, Józsefváros, 1968. január 11.)
- Serly Lajos (Pozsony, 1855. március 13. – New York, 1939. február 1.)
- Serly Tibor (Losonc, 1901. november 25. – London, 1978. október 8.)
- Siklós Albert (Budapest, 1878. június 26. – Budapest, 1942. április 3.)
- Sillye Jenő (Budapest, 1947. május 17. –)
- Simon Zoltán (?, 1920. január 11. – Budapest, 1991. szeptember 30.)
- Simonffy Kálmán (Tápiószele, 1832. október 5. – Budapest, 1881. december 15.)
- Simor Veronika (Budapest, 1976. augusztus 27. –)
- Siposs Antal (Ipolyság, 1839. január 17. – Révfülöp, 1923. június 18.)
- Slamovits István (Miskolc, 1953. június 12. –)
- Snétberger Ferenc (Salgótarján, 1957. február 6. –)
- Solti Árpád (Kiskőrös, 198?. ? –)
- Solti János (Budapest, 1953. december 4. –)
- Soltész Rezső  (Budapest, 1945. április 19. –)
- Thomas Solymosi (Solymosi Tamás, Budapest, 1956 –)
- Soós András (?, 1954 –)
- Som Lajos (Budapest, 1947. október 1. – Budapest, 2017. október 30.)
- Soproni József  (Sopron, 1930. október 4. – 2021. április 24.)
- Spándli Szilárd (Szigetvár, 1978 –)
- Spech János (Pozsony, 1769. július 6. – Bécs, 1836. június 5.)
- Stark Tibor  (Mór, 1933. március 15. – 2007. július 26.)
- Steiner Béla (Érsekújvár, 1927. január 13. – Hódmezővásárhely, 2016. január 8.)
- Stollár Xénia (Budapest, 1970 –)
- Sugár Miklós (Budapest, 1952. július 2. –)
- Sugár Rezső (Budapest, 1919. október 9. – Budapest, 1988. szeptember 22.)
- Sulyok Imre  (Budapest, 1912. március 30. – Budapest, 2008. november 24.)
- Svastits János (?, 1802 – ?, 1873)

## Sz
- Szabados Béla (Pest, 1867. június 3. – Budapest, Kőbánya, 1936. szeptember 15.)
- Szabados Géza (Pest, 1839. július 31. – Budapest, 1903. szeptember 3.)
- Szabados György  (Budapest, 1939. július 13. – Nagymaros, 2011. június 10.)
- Szabó Balázs (Püspökladány, 1978. szeptember 28. –)
- Szabó Csaba (Ákosfalva, 1936. április 19. – Szombathely, 2003. május 23.)
- Szabó Ferenc (Budapest, 1902. december 27. – Budapest, 1969. november 4.)
- Szabó Gábor  (Budapest, 1936. március 8. – Budapest, 1982. február 28.)
- Szakácsi Gábor (Budapest, 1975. március 9. – )
- Szakcsi Lakatos Béla (Budapest, 1943. július 8. – Budapest, 2022. október 2.)
- Szalai Katalin (Budapest, 1974. január 27. – )
- Szántó Tivadar (Bécs, 1877. június 3. – Budapest, 1934. január 7.)
- Szarka Gyula (Vágsellye, 1962. május 5. – )
- Szarka Tamás (Vágsellye, 1964. május 27. – )
- Szarvas Gábor (Eger, 1977. október 30. – )
- Szathmáry Zsigmond
- Szautner Zsigmond (Tétény, 1844 – ?, 1910)
- Szegő Péter (Kolozsvár, 1954. december 29. – )
- Szécsi Lőrinc
- Székely Endre (Budapest, 1912. április 6. – Budapest, 1989. április 14.)
- Székely Iván
- Székely Katalin
- Székely Zoltán (Kocs, 1903. december 8. – Calgary, 2001. október 5.)
- Székelyhidi Zsolt (Debrecen, 1973. október 11. –)
- Szelényi István (Zólyom, 1904. augusztus 8. – Budapest, 1972. január 31.)
- Szemző Tibor (Budapest, 1955 – )
- Szendy Árpád (Szarvas, 1863. augusztus 11. – Budapest, 1922. szeptember 10.)
- Szénfy Gusztáv (Nyíregyháza, 1819. augusztus 17. – Miskolc, 1875. november 22.)
- Szentirmay Elemér (Horpács, 1836. november 9. – Budapest, 1908. október 3.)
- Szentpéteri Csilla (Makó, 1965. március 9. – )
- Szerdahelyi József (Hódmezővásárhely, 1804. március 9. – Pest, 1851. február 18.)
- Szerdahelyi Zoltán
- Szerelemhegyi András (Kecskemét, 1762. szeptember 6. – Vác, 1826. január 17.)
- Szenes Iván (Budapest, 1924. április 25. – Budapest, 2010. szeptember 13.)
- Szervác Attila
- Szervánszky Endre (Kistétény, 1911. december 27. – Budapest, 1977. június 25.)
- Szigeti Csaba (Budapest, 1969. május 13. – )
- Szigeti Edit (Budapest, 1953. október 13. –)
- Szikora Róbert (Budapest, 1953. december 16. –)
- Szirmai Albert (Budapest, 1880. július 2. – New York, 1967. január 15.)
- Szokolay Sándor (Kunágota, 1931. március 30. – Sopron, 2013. december 8.)
- Szotyori Nagy Károly (Révkomárom, 1821. augusztus 5. – Debrecen, 1897. április 2.)
- Szőllősy András (Szászváros, 1921. február 27. – Budapest, 2007. december 6.)
- Szőnyi Erzsébet (Budapest, 1924. április 25. – Budapest, 2019. december 28.)
- Szörényi Levente (Gmunden, Ausztria, 1945. április 26. –)
- Szörényi Szabolcs (Budapest, 1943. szeptember 26. – 2024. november 2.)
- Sztárai Mihály (Sztára, 1500 körül – Pápa, 1575 eleje)
- Sztevanovity Zorán (Belgrád, 1942. március 4. – )
- Sztojanovits Jenő (Pest, 1864. április 4. – Budapest, 1919. január 28.)
- Szunyogh Balázs (Budapest, 1954. február 5. – ?, 1990)
- Szüts Apor (Budapest, 1993. október 12. –)
- Szűcs Norbert (Budapest, 1970. július 6. – )

## T
- Takács Jenő (Cinfalva, 1902. szeptember 25. – Kismarton, 2005. november 14.)
- Takácsy Imre (?, 1949 – ?, 2015)[3]
- Takáts Tamás (Budapest, 1957. június 20. –)
- Tallér Zsófia (Dorog, 1970 – Budapest, 2021. április 5.)
- Tamás Alajos (?)
- Tamás János (Budapest, 1936. május 24. – Aarau, 1995. november 14.)
- Tamássy Zdenkó (Vezseny, 1921. szeptember 6. – Budapest, 1987. június 9.)
- Tardos Béla (Budapest, 1910. június 21. – Budapest, 1966. november 18.)
- Terényi Ede (Marosvásárhely, 1935. március 12. – )
- Teszleri Zoltán (?)
- Thern Károly (Igló, 1817. augusztus 13. – Bécs, 1886. április 13.)
- Tihanyi László (Budapest, 1956. március 21. – )
- Tinódi Lantos Sebestyén (Tinód, 1510 körül – Sárvár, 1556. január 30.)
- Tiszai Péter (Budapest, 1973 – )
- Togobickij Viktor (Kupino, Szovjetunió, 1952. május 3. – Budapest. 1999. március 13.)
- Tolcsvay Nagy Béla (Budapest, 1946. november 6. – )
- Tolcsvay Nagy László (Budapest, 1950. június 24. – )
- Tomsits Rudolf (Budapest, 1946. május 12. – Budapest, 2003. június 11.)
- Tornyai Péter (Szeged, 1987. szeptember 1. – )
- Tóth Armand (Kaposvár, 1955. november 10. – )
- Tóth Péter (Budapest, 1965 – )
- Tóth Szabolcs (Budapest, 1969. április 12. – )
- Tóth Zoltán András (Szikszó, 1966. május 13. –)
- Török Ádám (Budapest, 1948. január 12. – )

## U, Ú
- Ullmann Ottó (Budapest, 1919. november 17. – Budapest, 2008. április 29.)
- Udvardy László (?, 1927 – )[4]
- Ujházy Krisztina (Dunaújváros, 1974. augusztus 20. – )
- Újj Béla (?, 1873. július 2. – ?, 1942. február 1.)
- Urbán Gábor (Csanádapáca, 1901. július 12. – Budapest, 1984. december 14.)

## V
- Vágvölgyi Béla (Nagyszombat, 1857 – ?)
- Vajda Gergely (Budapest, 1973. augusztus 13. – )
- Vajda János (Miskolc, 1949. október 8. – )
- Vandor Iván (Pécs, 1932. október 13. – )
- Vándor Sándor (Miskolc, 1901. július 28. – Sopronbánfalva, 1945. január 14.)
- Vántus István (Vaja, 1935. október 27. – Debrecen, 1992. július 9.)
- Varga Judit (Győr, 1979. január 12. –)
- Varga Tibor (Győr, 1921. július 4. – Grimisuat, 2003. szeptember 4.)
- Váry Ferenc (Gyula, 1928. november 29. – Gyula, 2004. július 26.)
- Vasadi Balogh Lajos (Budapest, 1921. január 26. – Budapest, 2002. május 9.)
- Vásárhelyi Zoltán (Kecskemét, 1900. március 12. – Budapest, 1977. január 27.)
- Vass Lajos (Poroszló, 1927. április 5. – Budapest, 1992. november 6.)
- Vasváry-Tóth Tibor (Budapest, 1962. szeptember 26. – )
- Vaszy Viktor (Budapest, 1903. július 25. – Szeged, 1979. március 12.)
- Vavrinecz Béla (Budapest, 1925. november 18. – 2004. november 8.)
- Vavrinecz Mór (Cegléd, 1858. július 18. – Budapest, 1913. augusztus 16.)
- Vécsey Ernő (Budapest, 1910. december 25. – Budapest, 1977. február 23.)
- Vecsey Ferenc (Budapest, 1893. március 23. – Róma, 1935. április 5.)
- Vécsey Jenő (?, 1909. július 19. – ?, 1966. szeptember 18.)
- Vedres Csaba (Budapest, 1964 – )
- Véghelyi Balázs (Budapest, 1983. augusztus 22. – )
- Veress Sándor (Kolozsvár, 1907. február 1. – Bern, 1992. március 4.)
- Vermesy Péter (Brassó, 1939. május 19. – Heidenheim an der Brenz, 1989. december 17.)
- Verő György (Igal, 1857. március 31. – Budapest, 1941. március 12.)
- Victor Máté (Budapest, 1945. február 26. – )
- Vidovszky László (Békéscsaba, 1944. február 25. – )
- Vigh Kristóf (Budapest, 1959. augusztus 29. – )
- Víg Mihály (Budapest, 1957. szeptember 21. – )
- Víg Tommy (Budapest, 1938. július 14. – )
- Vincze Imre (Kocs, 1926. november 26. – Budapest, 1969. május 3.)
- Vincze Ottó (Visegrád, 1906. július 9. – Budapest, 1984. augusztus 14.)
- Vincze Zsigmond (Zombor, 1874. július 1. – Budapest, 1935. június 30.)
- Viski János (Kolozsvár, 1906. június 10. – Budapest, 1961. január 16.)
- Voga János (Tatabánya, 1952. szeptember 4. – )
- Volkmann Róbert (Lommatzsch, 1815. április 6. – Budapest, 1883. október 28.)
- Volly István (Pereg, 1907. január 27. – Budapest, 1992. június 13.)
- Vujicsics Tihamér (Pomáz, 1929. február 23. – Damaszkusz, 1975. augusztus 19.)

## W
- Rudolf Wagner-Régeny (Szászrégen, 1903. augusztus 28. – Kelet-Berlin, 1969. szeptember 18.)
- Walker Abraham (?, 1948. december 30. – )
- Waszlavik László (Miskolc, 1951. december 16. – )
- Wathay Ferenc (Vág, 1568. szeptember 24. – ?, 1609 után)
- Weber Kristóf (Pécs, 1959. augusztus 11. – )
- Weinberger Attila (Nagyvárad, 1965. augusztus 30. – )
- Weiner László Szombathely, 1916. április 9. – Lukov, 1944. július 25.)
- Weiner Leó (Budapest, 1885. április 16. – Budapest, 1960. szeptember 13.)
- Werner Alajos (Újkécske, 1905. július 14. – Budapest, 1978. november 8.)
- Wohlberg Max (Homonna, 1907. február 9. – Washington, 1996. április 12.)
- Wohlmuth János (Ruszt, 1643 – Sopron, 1724)
- Wolf Péter (Budapest, 1947. június 21. – )
- Wusching Konrád Pál (Nagymányok, 1827. január 10. – Lugos, 1900. augusztus 26.)
- Würtzler Arisztid (Magyarország, 1925. szeptember 20. – Debrecen, 1997. november 30.)

## Y
- Yonderboi (Fogarasi László, Kaposvár, 1980. szeptember 14. – )

## Z
- Zarándy Ákos (Budapest, 1982. szeptember 28. – )
- Záborszky József (Tokaj, 1918. november 10. – Budapest, 2015. április 9.)
- Zádor Dezső (Ungvár, 1912. október 20. – Lviv, 1985)
- Zádor Jenő (Bátaszék, 1894. május 11. – Los Angeles, 1977. április 5.)
- Zelenka István (Budapest, 1936. július 30. – )
- Zerkovitz Béla (Szeged, 1881. július 11. – Budapest, 1948. október 24.)
- Zichy Géza (Sztára, 1849. július 23. – Budapest, 1924. január 14.)
- Zimay László (Gyöngyös, 1833. június 29. – Budapest, 1900. április 8.)
- Zombola Péter (Budapest, 1983. március 2. – )

## Zs
- Zsasskovszky Ferenc (Alsókubin, 1819. április 3. – Eger, 1887. december 1.)
- Zsasskovszky Endre (Alsókubin, 1824. január 21. – Eger, 1882. május 15.)
- Zsoldos Péter (Szentes, 1930. április 20. – Budapest, 1997. szeptember 26.)
- Zsolt Nándor (Esztergom, 1887. május 12. – Budapest, 1936. június 24.)